# Załuże
Załuże [pronunciación en polaco: /zaˈwuʐɛ/] es un pueblo ubicado en el distrito administrativo de Gmina Szczerców, dentro del condado de Bełchatów, voivodato de Łódź, en el centro de Polonia. Se encuentra a unos 2 kilómetros al este de Szczerców, a 17 kilómetros al oeste de Bełchatów, y a 55 kilómetros al suroeste de la capital regional Łódź.